# دوري الدرجة الأولى الأردني لكرة القدم 2016–17
دوري الدرجة الأولى الأردني لكرة القدم 2016–17 هو موسم من دوري الدرجة الأولى الأردني لكرة القدم. فاز فيه نادي شباب العقبة.